# ادوين فلاك
إدوين هارولد «تيدي» فلاك (بالإنجليزية: Edwin Flack) (5 نوفمبر 1873 - 10 يناير 1935) كان رياضياُ ولاعب تنس أسترالي وكان أول لاعب أولمبي أسترالي فقد شارك في الألعاب الأولمبية الصيفية 1896 كما يعتبر أول بطل أولمبي في سباق 800 متر ومسافة 1500 متر لمنافسات الجري.

## روابط خارجية
- ادوين فلاك على موقع النتائج التاريخية لألعاب القوى الأسترالية (الإنجليزية)
- ادوين فلاك على موقع الاتحاد الدولي لكرة المضرب (الإنجليزية)
- ادوين فلاك على موقع اللجنة الأولمبية الدولية (الإنجليزية)
- ادوين فلاك على موقع أوليمبيديا (الإنجليزية)
- ادوين فلاك على موقع اللجنة الأولمبية الأسترالية (الإنجليزية)
- ادوين فلاك على موقع قاعة أستراليا للمشاهير الرياضية (الإنجليزية)